# Бенек, Юлиуш
Ю́лиуш Бе́нек (пол. Juliusz Bieniek, 11.04.1895 г., Совчице — 17.01.1978 г., Польша) — католический прелат, вспомогательный епископ Катовице с 13 марта 1937 года по 17 января 1978 год.

## Биография
Юлиуш Бенек родился 11 апреля 1895 года в населённом пункте Совчице. После окончания в 1914 году средней школы Юлиуш Бенек поступил на теологический факультет Вроцлавского университета. 16 июня 1918 года был рукоположён в священника. С 1 октября 1924 года служил нотариусом и с 1930 года был канцлером в апостольской нунциатуре в Катовице.
13 марта 1937 года Римский папа Пий XII назначил Юлиуша Бенека вспомогательным епископом епархии Катовице и титулярным епископом дасцилиума. 25 апреля 1937 года состоялось рукоположение Юлиуша Бенека в епископа, которое совершил епископ Катовице Станислав Адамский в сослужении с титулярным епископом Мариаммы и ординарием Полевого ординариата Войска Польского Юзефом Гавлиной и вспомогательным епископом Ченстоховы и титулярным епископом Дионисианы Антонием Яцеком Зимняком.
28 февраля 1941 года Юлиуш Бенек вместе с епископом Станиславом Адамским был изгнан немецкими властями из Катовице. До окончания Второй мировой войны проживал в Кракове в епархиальном пенсионном доме. В январе 1945 года возвратился в Катовице. В послевоенное время выступал за введение уроков религии для детей, за что был выслан коммунистическим властями из Катовице и проживал до 1956 года в Кельце.
Юлиуш Бенек принял участив III сессии II Ватиканского собора.
Скончался 17 января 1978 года и был похоронен в Совчице.

## Сочинения
Юлиуш Бенек написал несколько религиоведческих сочинений:
- Szkoła katolicka na Śląsku w oświetleniu historyczno-prawnym (Katowice 1933).
- Parafia tzw. starokatolicka w Katowicach w oświetleniu historyczno-prawnym (Katowice 1934);